# 趙逵
趙逵（?—?），字莊叔，資州磐石縣人。
先祖是秦人，八世祖趙處遷徙至四川資州。讀書一目數行，喜讀史書。紹興二十一年（1151年）狀元，不為秦檜所喜，授左承事郎，宋高宗嘗問秦檜：“趙逵安在？”，歷官秘书省校书郎。绍兴二十六年（1156年），擢著作郎、起居郎。至紹興三十二年（1162年）尚在世。卒於中书舍人任上。

## 延伸阅读
[在维基数据编辑]
 《宋史·卷381》，出自脱脱《宋史》